# Djemah
Djemah est une localité de République centrafricaine située dans la préfecture de Haut-Mbomou dont elle constitue l'une des trois sous-préfectures.

## Étymologie
La ville porte le nom du chef local Djemah, qui est accusé de meurtre par les fonctionnaires coloniaux français et exécuté à Bangui en 1914.

## Géographie
La ville est située sur la rive gauche de la rivière Ouara, au sud du Parc national de Zemongo.
La commune de Djemah est située au nord de la préfecture de Haut-Mbomou. La plupart des villages sont localisés sur l’axe Djemah – Obo, route régionale RR27.
| Yalinga |        | Soudan du Sud |
| Rafaï   | Djemah |               |
| Zémio   | Mboki  | Obo           |

## Histoire
Le poste colonial français de Djemah est établi en mars 1897, la localité est par la suite chef-lieu de subdivision. Le 23 décembre 1961, la République centrafricaine indépendante instaure la localité en poste de contrôle administratif de la sous-préfecture d'Obo, dans la préfecture d'Obo-Zémio. Il est érigé en sous-préfecture le 20 novembre 1964.
Le 5 octobre 2009, 60 combattants de l'Armée de résistance du Seigneur dirigés par le major Olanya attaquent Djemah pour obtenir de la nourriture et kidnappent certains habitants. En arrivant dans la ville, ils tirent en l'air pour avertir les habitants, ce qui les pousse à fuir la ville et à alerter les soldats ougandais qui sont arrivés à Djemah la nuit précédente. Les pillages durent une heure et, plus tard, les forces ougandaises arrivent dans la ville. Les milices de l'Armée de résistance du Seigneur s'enfuient dans la forêt, et les troupes ougandaises les poursuivent. Au cours de la poursuite, un affrontement éclate entre les deux belligérants, entraînant la mort d'environ 25 membres de l'Armée de résistance du Seigneur. Le pillage a donc échoué et, en représailles, trois personnes enlevées sont exécutées par l'Armée de résistance du Seigneur.

## Économie
En raison de l'éloignement de la région et de l'abandon de l'État, la population locale vit de la chasse, de la cueillette et de la pêche.

## Éducation
Djemah dispose d'écoles. Cependant, il n'y a pas d'enseignant dans la ville, les enfants ne reçoivent donc pas d'éducation.

## Santé
Djemah dispose d'un centre de santé. Cependant, de nombreux habitants de la ville sont très dépendants de la médecine traditionnelle, car il n'y a pas de médecin ni d'infirmiers qualifiés.